# Seniorengsm
Een seniorengsm (ook wel seniorenmobiel) is een mobiele telefoon die geschikt is voor ouderen. Het zijn vaak eenvoudige uitvoeringen van mobiele telefoons, waarmee de gebruiker alleen kan bellen, gebeld worden en tekstberichten kan versturen en ontvangen. Ook heeft een seniorengsm vaak een groot scherm, een krachtig trilalarm en extra duidelijke grote toetsen, zodat de telefoon goed te gebruiken is voor slechtzienden, slechthorenden en mensen met een minder vaste hand. 
Optioneel kan een seniorengsm geleverd worden met alarmfunctie, zodat in noodgevallen eenvoudig hulpdiensten kunnen worden ingeschakeld door bijvoorbeeld een enkele druk op een knop.